# François-Édouard Picot
François-Édouard Picot (ur. 10 października 1786 w Paryżu, zm. 15 marca 1868 tamże) – francuski malarz i litograf, reprezentant neoklasycyzmu.
Uczeń André François-Vincenta i Jacques-Louisa Davida, w 1811 zdobył nagrodę Prix de Rome i wyjechał na stypendium do Rzymu. Po powrocie do Francji zadebiutował w paryskim Salonie obrazem L'Amour et Psyché i namalował The Crowning of the Virgin do kościoła w Notre-Dame-de-Lorette. W Salonie wystawiał w latach 1819-1839, w 1836 został przyjęty do Académie des Beaux-Arts, gdzie został cenionym pedagogiem. W 1832 otrzymał Legię Honorową. Wspólnie z malarzem Hippolyte Flandrininem wykonał dekoracje do kościół Saint Vincent de Paul w Paryżu. Wykonywał freski i obrazy dla muzeum w Luwrze, pałacu w Wersalu i pałacu Luksemburskiego.
Wśród jego licznych uczniów było wielu wybitnych malarzy francuskich i zagranicznych m.in. Theodor Aman, Léon Belly, Jean-Achille Bénouville, François-Léon Bénouville, William Bouguereau, Ulysse Butin, Alexandre Cabanel, Charles-Antoine Flajoulot, Georges Clairin, Charles Alexandre Crauk, Gustave Droz, Félix Giacomotti, Gustave Guillaumet, Jean-Jacques Henner, Jozef Israëls, Henri-Léopold Lévy, Gustave Moreau, Victor Mottez, Alphonse de Neuville.

## Galeria

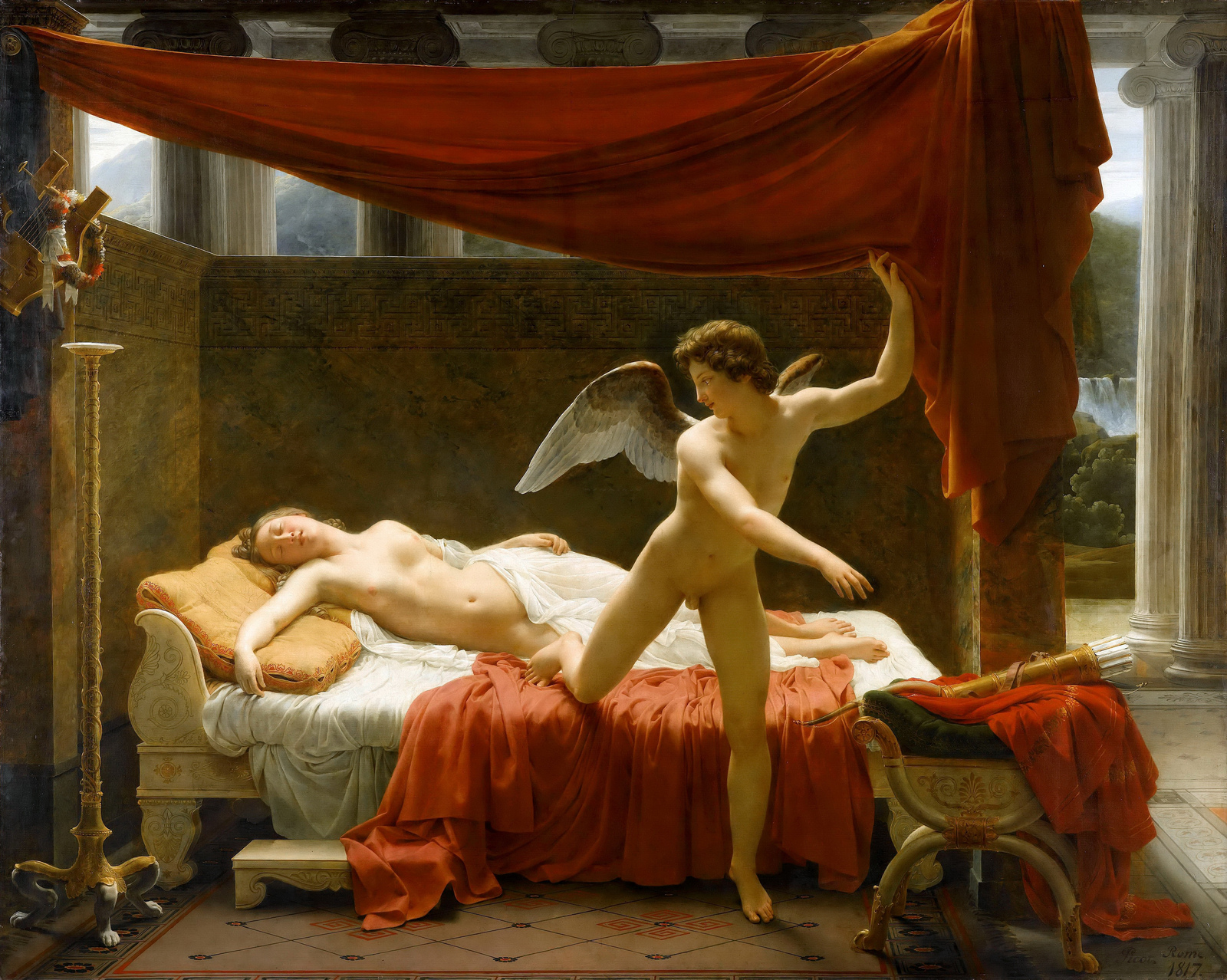
Amor i Psyche (1817)
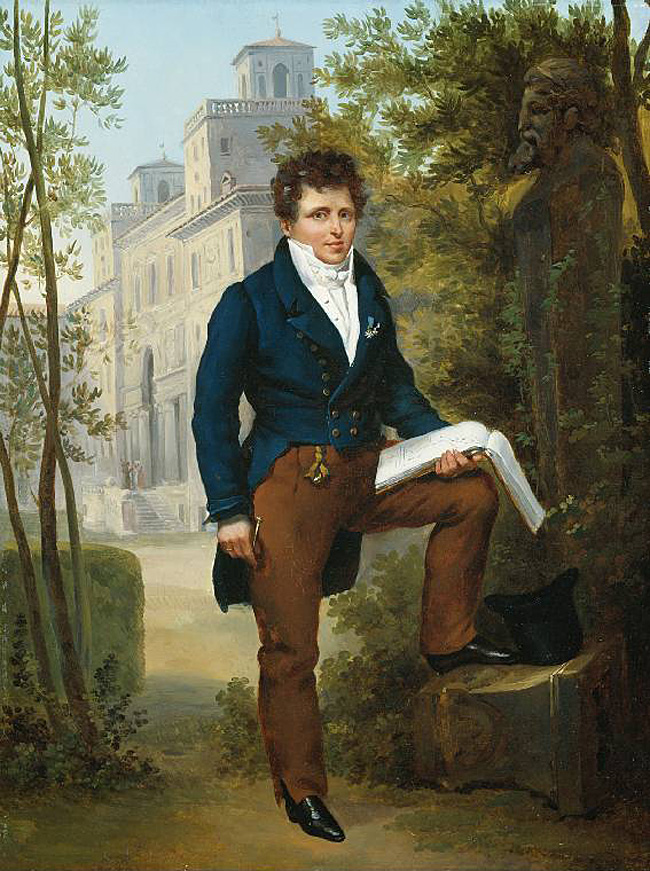
Portret Nicolasa Tioliera (ok. 1817)
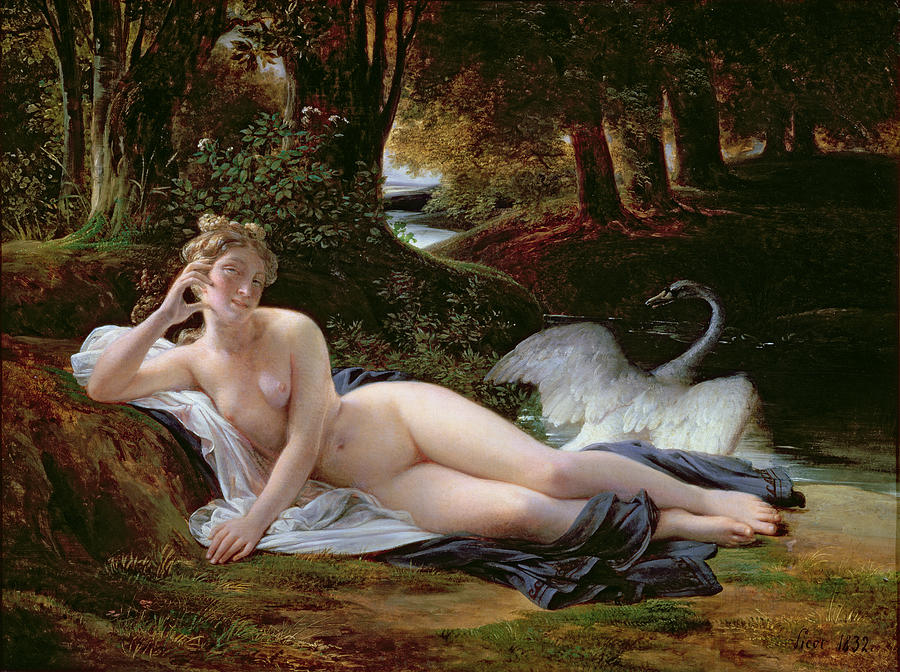
Leda (1832)
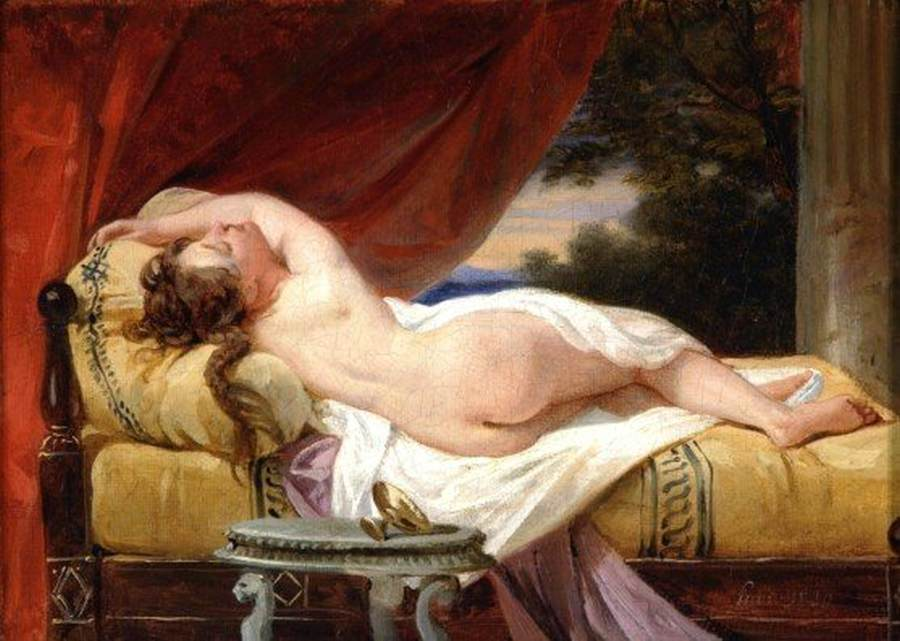
Odaliska, (1829)